# Лев, колдунья и платяной шкаф (фильм, 1967)
«Лев, колду́нья и платяно́й шкаф» — 10-серийный телевизионный сериал, снятый компанией Associated British Picture в 1967 году. Экранизация книги К. С. Льюиса «Лев, колдунья и платяной шкаф», созданная режиссёром Хелен Стандж.
Из десяти серий сохранились только 1-я и 8-я. Это связано с тем, что в то время ABC не имела бюджета для хранения старых программ, поэтому после премьеры и нескольких повторов они уничтожались.

## Сюжет
Четверых детей — Питера, Сьюзен, Эдмунда и Люси — эвакуируют из Лондона из-за бомбежки. Приехав в дом к другу семьи, старому профессору Кёрку, дети, во время игры в прятки находят в платяном шкафу вход в волшебную страну Нарнию. Пройдя череду приключений, они побеждают злую Белую Колдунью, которая погрузила страну в столетнюю зиму, и становятся королями и королевами Нарнии.

## Список серий
- «Что Люси нашла в шкафу»
- «Эдмунд и Белая Колдунья»
- «В лесу»
- «День с бобрами»
- «Дом Колдуньи»
- «Аслан идёт!»
- «Первый бой Питера»
- «Триумф колдуньи»
- «Тайная магия стародавних времен»
- «Битва»

В декабре 2010 года на сайте сервиса YouTube опубликованы два 15-минутных фрагмента восьмой серии на английском языке.

## В ролях
- Элизабет Кроутер — Люси Пэвенси
- Эдвард МакМюррей — Эдмунд Пэвенси
- Зулейка Робсон — Сьюзен Пэвенси
- Пол Уоллер — Питер Пэвенси
- Элизабет Уоллас — Белая Колдунья
- Ангус Ленни — мистер Тумнус
- Бернард Кей — Аслан
- Джимми Гарднер — мистер Бобр
- Джек Вулгар — Профессор
- Джордж Клейдон — Гном
- Сьюзен Филд — миссис Бобриха
- Роберт Бут — Могрим
- Джей Дежи — Дед Мороз